# سیاست دارویی پرتغال
سیاست دارویی پرتغال (به انگلیسی: Drug policy of Portugal) که به‌طور غیررسمی استراتژی مواد مخدر نیز نامیده می‌شود، در سال ۲۰۰۰ معرفی و در ژوئیه ۲۰۰۱ اجرایی شد. هدف آن کاهش تعداد موارد جدید اچ‌آی‌وی / ایدز در کشور بود، زیرا تخمین زده می‌شد که حدود نیمی از موارد جدید ابتلا به اچ‌آی‌وی از طریق مصرف مواد مخدر تزریقی است.
این سیاست متشکل از روش‌های متعددی برای کاهش شیوع اچ‌آی‌وی بود که از جمله آن‌ها می‌توان به تلاش‌ها برای کاهش حداکثری آسیب، اطلاع‌رسانی دربارهٔ نحوه انتقال اچ‌آی‌وی به مردم و به‌ویژه جمعیت‌هایی که بیشتر در معرض خطر هستند، ایجاد امکانات درمانی و دسترسی آسان‌تر به درمان برای معتادان به مواد مخدر بود. از دیگر برنامه‌های آن می‌توان تشکیل کمیسیون‌های به اصطلاح بازدارنده برای ترغیب معتادان متجاهر به درمان اشاره کرد و این که تمامی واحدهای درمان و کنترل مواد مخدر در یک واحد جامع ساماندهی شدند. علاوه بر این، رویهٔ موجود مبنی بر معافیت معتادان برای نگهداری مواد رسماً به قانون تبدیل شد. این قانون (قانون مواد مخدر ۳۰/۲۰۰۰) وضعیت غیرقانونی بودن استفاده یا در اختیار داشتن هرگونه مواد یا دارو برای استفاده شخصی بدون مجوز را حفظ کرد. با این حال، برای افراد معتاد به مواد مخدر، پروندهٔ آن‌ها صرفاً یک تخلف اداری تلقی می‌شود. اختیار اعمال مجازات در این موارد از نیروی انتظامی و دادگستری به کمیسیون‌های به اصطلاح بازدارنده منتقل می‌شد که میزان موجودی آن بیش از ده روز عرضه آن ماده نبود.

## مصرف مواد مخدر در پرتغال قبل از ۱۹۹۹
اولین قوانین عمده مواد مخدر پرتغال در سالهای ۱۹۲۴ و ۱۹۲۶ وضع شد که عمدتاً قوانین کنوانسیون بین‌المللی تریاک بود. در سال ۱۹۷۰، قانون مواد مخدر کشور با ارائه تعریفی قانونی از مواد مخدر، جدول طبقه‌بندی مواد مخدر و رژیم قانونی مجازات قاچاق و مصرف مواد مخدر، به‌روز شد. استفاده و سوء مصرف مواد مخدر در اوایل و اواسط دهه ۱۹۷۰ گسترش یافت و به تدریج تبدیل به یک مشکل عمده اجتماعی شد. قانون بهداشت روانی سال ۱۹۶۳ به نیاز به امکانات برای درمان سوء مصرف مواد اشاره داشت، اما هیچ پوشش سراسری یا ساختار هماهنگ‌کننده ای برای دستیابی به آن وجود نداشت. پس از تصویب کنوانسیون واحد مواد مخدر (در دسامبر ۱۹۷۱) و کنوانسیون مواد روانگردان (در آوریل ۱۹۷۹)، قانون مواد مخدر پرتغال در سال ۱۹۸۳ به روز رسانی شد و مبارزه با قاچاق مواد مخدر و سازمان‌های جنایی را تشدید کرد. همچنین این قانون با کاهش مجازات‌های مصرف مواد مخدر، سعی داشت تا مصرف‌کنندگان را تشویق کند که به صورت داوطلبانه به درمان روی بیاورند. همزمان، در دهه‌های ۱۹۷۰ و ۱۹۸۰، دولت پرتغال مجموعه‌ای از سازمان‌ها را برای مطالعه و کاهش مصرف مواد ایجاد کرد، از جمله دفتر هماهنگی مبارزه با مواد مخدر (GCCD)، مرکز مطالعات پیشگیری از مواد مخدر (CEPD) و مرکز تحقیقات و کنترل مواد مخدر. CICD). در دهه ۱۹۹۰، مصرف هروئین به شدت افزایش یافت و منجر به گسترش اعتیاد و اپیدمی ایدز شد. برآوردها برای اواخر دهه ۱۹۹۰ نشان داد که از جمعیت ۱۰ میلیونی بین ۵۰ تا ۶۰ هزار معتاد به مواد مخدر وجود دارد. این مسئله منجر به یک بحران بهداشت عمومی در پرتغال شد و راه را برای این باز کرد که به جای برخورد با مسئله به صورت یک جرم یا جنایت، به آن به صورت یک مسئله سلامت روان برخورد کنند.

## وضعیت در سال ۱۹۹۹
در سال ۱۹۹۹، پرتغال بالاترین نرخ HIV را در بین معتادان تزریقی در اتحادیه اروپا داشت. سالانه ۲۰۰۰ مورد جدید در کشوری با تنها ۱۰ میلیون نفر جمعیت. در سال ۱۹۹۷، ۴۵ درصد از موارد ثبت شده اچ‌آی‌وی مربوط به مصرف‌کنندگان IV گزارش شده بود، بنابراین هدف قرار دادن مصرف مواد مخدر به عنوان یک راه مؤثر برای پیشگیری از اچ‌آی‌وی در نظر گرفته شد. تعداد مصرف‌کنندگان هروئین در پایان دهه ۱۹۹۰ بین ۵۰۰۰۰ تا ۱۰۰۰۰۰ تخمین زده شد. این امر منجر به تصویب استراتژی ملی مبارزه با مواد مخدر (NSFAD) در سال ۱۹۹۹ شد. گسترش مضاعف تلاش‌ها برای کاهش آسیب، دوبرابر کردن سرمایه‌گذاری بودجه عمومی در خدمات درمان مواد مخدر و پیشگیری از مواد مخدر و تغییر چارچوب قانونی رسیدگی به جرائم جزئی مواد مخدر عناصر اصلی آن بودند.
به گفته دکتر ژائو کاستل-برانکو گولائو، یکی از معماران سیاست جرم‌زدایی، دلیلی که باعث شد این برنامه راه بیفتد این بود که در پرتغال، نمی‌توان این مشکل را به گردن هیچ گروه قومی یا اقتصادی در جامعه انداخت (مانند برزیل و فاولاها). با این حال، این سیاست در ابتدا با مخالفت سیاستمداران جناح راست روبرو شد، زیرا می‌ترسیدند پرتغال را به یک کشور مواد مخدر تبدیل کند.

## کاهش آسیب
برنامه تعویض سوزن با نام «به سرنگ استفاده‌شده نه بگو»، یک برنامه تبادل سرنگ در سراسر کشور است که از اکتبر ۱۹۹۳ تاکنون ادامه دارد و حدود ۲۵۰۰ داروخانه در سراسر پرتغال در آن شرکت دارند. این برنامه توسط کمیسیون ملی مبارزه با ایدز، یک سازمان غیردولتی که نماینده اکثر داروخانه‌های پرتغالی است، راه‌اندازی شده است. همه مصرف‌کنندگان مواد مخدر می‌توانند سرنگ‌های مصرف شده را در داروخانه‌های سراسر کشور مبادله کنند. آنها یک کیت با سرنگ‌های سوزنی تمیز، یک کاندوم، الکل و یک پیام مکتوب برای پیشگیری از ایدز و درمان اعتیاد دریافت می‌کنند. از سال ۱۹۹۴ تا ۱۹۹۹، داروخانه‌ها سالانه حدود سه میلیون سرنگ تحویل می‌دادند.
چندین پروژه دیگر پس از سال ۱۹۹۹ آغاز شد، به ویژه در دوره ۲۰۰۳–۲۰۰۵، که در آن تیم‌های اطلاع‌رسانی شیوه‌های تزریق ایمن را ترویج می‌کردند و سرنگ‌ها و تجهیزات تزریق را در خیابان در اختیار مصرف‌کنندگان قرار می‌دادند. بسیاری از این پروژه‌ها هنوز در حال اجرا هستند.
در شروع برنامه، یک کمپین رسانه ای توسط تلویزیون، رادیو و مطبوعات راه اندازی شد و پوسترهایی در دیسکوها و کافه‌ها نصب شد تا توجه جامعه هدف را به مشکلات مربوط به اعتیاد به مواد مخدر، به ویژه انتقال HIV از طریق به اشتراک‌گذاری سوزن جلب کند.
اهداف پروژه سه مورد بوده است: کاهش دفعات استفاده مشترک از سوزن و سرنگ، تغییر سایر رفتارهای IDU (مصرف‌کننده مواد مخدر به صورت وریدی) که باعث ایجاد نگرش منفی در بین مردم به‌طور کلی می‌شود، و تغییر نگرش نسبت به مصرف‌کنندگان وریدی در جمعیت عمومی برای تسهیل پیشگیری از اعتیاد و درمان آن.

## گسترش درمان دارویی
در سال ۱۹۸۷، مرکز داس تایپاس در لیسبون ایجاد شد، مؤسسه ای که در زمینه درمان معتادان به مواد مخدر تخصص دارد. این مرکز متشکل از خدمات مشاوره، مرکز روزانه و واحد سم زدایی بیماران بود. این مرکز به عهده وزارت بهداشت بود و اولین مرکز در شبکه مراکز تخصصی درمان اعتیاد بود که هم‌اکنون کل کشور را در بر می‌گیرد.

## قوانین و مقررات
در ژوئیه ۲۰۰۱، یک قانون جدید وضعیت غیرقانونی بودن استفاده یا داشتن هر گونه مواد مخدر برای استفاده شخصی بدون مجوز را حفظ کرد. این جرم از جنایی با مجازات احتمالی زندان به اداری تبدیل شد، در صورتی که مقدار آن بیش از ده روز عرضه آن ماده نباشد. این در راستای سیاست مواد مخدر پرتغال قبل از اصلاحات بود. پس از آن معتادان به مواد مخدر به‌جای جریمه یا معافیت، به‌طور تهاجمی مورد هدف درمان یا خدمات اجتماعی قرار می‌گرفتند. حتی اگر هیچ مجازات کیفری وجود نداشته باشد، این تغییرات مصرف مواد مخدر را در پرتغال قانونی نمی‌کند. مالکیت همچنان توسط قوانین پرتغال ممنوع است و مجازات‌های کیفری هنوز برای تولیدکنندگان مواد مخدر، فروشندگان و قاچاقچیان اعمال می‌شود. با وجود این، این قانون همچنان با کاهش نزدیک به ۵۰ درصدی محکومیت‌ها و حبس‌های قاچاقچیان مواد مخدر از سال ۲۰۰۱ تا ۲۰۱۵ همراه بود
برای افرادی که مقادیر کمی مواد مخدر در اختیار دارند احضاریه صادر می‌شود. مواد مخدر مصادره می‌شوند و مظنون توسط «کمیسیون منع اعتیاد به مواد مخدر» (Comissões para a Dissuasão da Toxicodependência - CDT) مصاحبه می‌شود. این کمیسیون‌ها از سه نفر تشکیل شده است: یک مددکار اجتماعی، یک روان‌پزشک و یک وکیل. کمیسیون متقاعدسازی دارای اختیاراتی است که با کمیته داوری قابل مقایسه است، اما محدود به موارد مربوط به مصرف مواد مخدر یا داشتن مقادیر کم مواد مخدر است. در هر ۱۸ ناحیه پرتغال یک کمیسیون وجود دارد.

## اجرای قانون
هر سال، نهادهای مجری قانون پرتغال چندین تن کوکائین را مصادره می‌کنند که رکورد آن مربوط به کشف بیش از ۳۴٫۵ تن در سال ۲۰۰۶ بود.

## نتایج
اطلاعات قابل اعتماد کمی در مورد مصرف مواد مخدر، رفتار تزریقی یا درمان اعتیاد در پرتغال قبل از سال ۲۰۰۱، زمانی که بررسی‌های عمومی جمعیت آغاز شد، وجود دارد. تا آن زمان، شاخص‌هایی در مورد شیوع مادام العمر در میان جوانان، که به عنوان بخشی از پروژه بررسی مدرسه اروپایی در مورد الکل و سایر مواد مخدر (ESPAD) جمع‌آوری شده بود، و برخی داده‌های دیگر (که کمتر قابل اعتماد بودند) از طریق EMCDDA در دسترس بود.
مطالعات کاملی دربارهٔ چگونگی اجرای برنامه‌های‌های مختلف انجام نشده؛ بنابراین، یک اثر علّی محکم بین استراتژی و این پیشرفت‌ها نمی‌تواند ثابت شود. با این حال، شاخص‌های آماری وجود دارد که با شروع NSAFD در سال ۱۹۹۹، همبستگی‌هایی را بین استراتژی دارویی و پیشرفت‌های زیر نشان می‌دهد:
- افزایش جذب درمان (تقریباً ۶۰٪ افزایش از سال 2012.)[۱۲]
- کاهش تشخیص‌های جدید HIV در بین مصرف‌کنندگان مواد مخدر به میزان ۱۷ درصد و کاهش کلی ۹۰ درصدی عفونت HIV مرتبط با مواد مخدر.
- در آوریل ۲۰۰۹، مؤسسه کاتو کاغذ سفیدی را در مورد «جرم زدایی» مواد مخدر در پرتغال منتشر کرد،[۱۶] که توسط پروژه سیاست ماری جوانا پرداخت شده بود.[۱۷] داده‌های مربوط به میزان مصرف هروئین در نوجوانان ۱۳ تا ۱۶ ساله از EMCDDA در گزارش مورد استفاده قرار گرفت تا ادعا کند که «جرم‌زدایی» هیچ اثر نامطلوبی بر میزان مصرف مواد مخدر نداشته است و آسیب‌شناسی مرتبط با مواد مخدر - مانند بیماری‌های مقاربتی و مرگ و میر به دلیل مصرف مواد مخدر - به‌طور چشمگیری کاهش یافته بود.[۱۶]
- تعداد موارد جدید اچ آی وی در میان مصرف‌کنندگان مواد مخدر ۱۳٫۴ مورد در میلیون در سال ۲۰۰۹ بود که بالاتر از میانگین اروپایی ۲٫۸۵ مورد در هر میلیون است، اما همچنان نسبت به سال‌های قبل از ۲۰۰۱ کاهش قابل توجهی دارد.[۲][۱۸][۱۹][۲۰]
- تعداد مرگ و میر ناشی از مواد مخدر از ۱۳۱ مورد در سال ۲۰۰۱ به ۲۰ مورد در سال ۲۰۰۸ کاهش یافته است[۲۱] در سال ۲۰۱۲، تعداد مرگ و میر ناشی از مواد مخدر در پرتغال در مقایسه با میانگین ۱۷٫۳ به ازای هر میلیون نفر در اتحادیه اروپا، به ۳ در هر میلیون نفر رسید که به عنوان یکی از پایین‌ترین نرخ‌ها در اتحادیه اروپا است.[۲۱] این کاهش در سال‌های بعد با افت مواجه شد. تعداد مرگ و میر ناشی از مواد مخدر در حال حاضر تقریباً در همان سطح قبل از اجرای استراتژی مواد مخدر است.[۱۲][۲۲] با این حال، این ممکن است به دلیل بهبود روش‌های اندازه‌گیری باشد، که شامل دو برابر شدن کالبد شکافی‌های سم‌شناسی در حال انجام است، به این معنی که احتمالاً مرگ‌های مرتبط با مواد مخدر بیشتر ثبت می‌شود.[۲۳]
- مصرف گزارش شده مادام‌العمر «همه مواد مخدر غیرقانونی» از ۷٫۸ درصد به ۱۲ درصد، استفاده مادام‌العمر از ماری‌جوانا از ۷٫۶ درصد به ۱۱٫۷ درصد، مصرف کوکائین از ۰٫۹ درصد به ۱٫۹ درصد، اکستازی از ۰٫۷ درصد به ۱٫۳ رسید و هروئین از ۰٫۷٪ به ۱٫۱٪ افزایش یافت.[۲۲][۲۳] با این حال، در طول همان دوره، استفاده از هروئین و ماری‌جوانا در اسپانیا و ایتالیا نیز افزایش یافت، جایی که مواد مخدر برای استفاده شخصی سال‌ها زودتر از پرتغال جرم‌زدایی شده بود[۲۳][۲۴] در حالی که مصرف حشیش و هروئین در بقیه کشورهای اروپایی غربی کاهش یافت.[۲۵][۲۶] افزایش مصرف مواد مخدر مشاهده شده در میان بزرگسالان در پرتغال بیشتر از کشورهای همسایه که قوانین مربوط به مواد مخدر خود را تغییر نداده بودند، نبود.[۲۷]
- مصرف مواد مخدر در بین نوجوانان (۱۵–۱۳ سال) و مصرف‌کنندگان «مشکل‌دار» کاهش یافت.[۲۳]
- حجم کار عدالت کیفری مرتبط با مواد مخدر کاهش یافت.[۲۳]
- کاهش قیمت خیابانی اکثر مواد مخدر غیرقانونی، برخی به میزان قابل توجهی
- تخمین زده می‌شود که هزینه اجتماعی مصرف مواد مخدر در دوره ۵ ساله پس از تأسیس NSAFD در سال ۱۹۹۹ به‌طور متوسط ۱۲ درصد کاهش یافته و از سال ۲۰۱۰ به‌طور متوسط ۱۸ درصد کاهش یافته است. هزینه اجتماعی مصرف مواد مخدر با مجموع هزینه‌های عمومی برای مواد مخدر، هزینه‌های خصوصی متحمل شده توسط افراد مصرف‌کننده مواد مخدر و هزینه‌های جامعه از جمله از دست دادن درآمد و از دست دادن بهره‌وری تعریف می‌شود.[۲۸]

## جدول و نمودار مقایسه کشورها

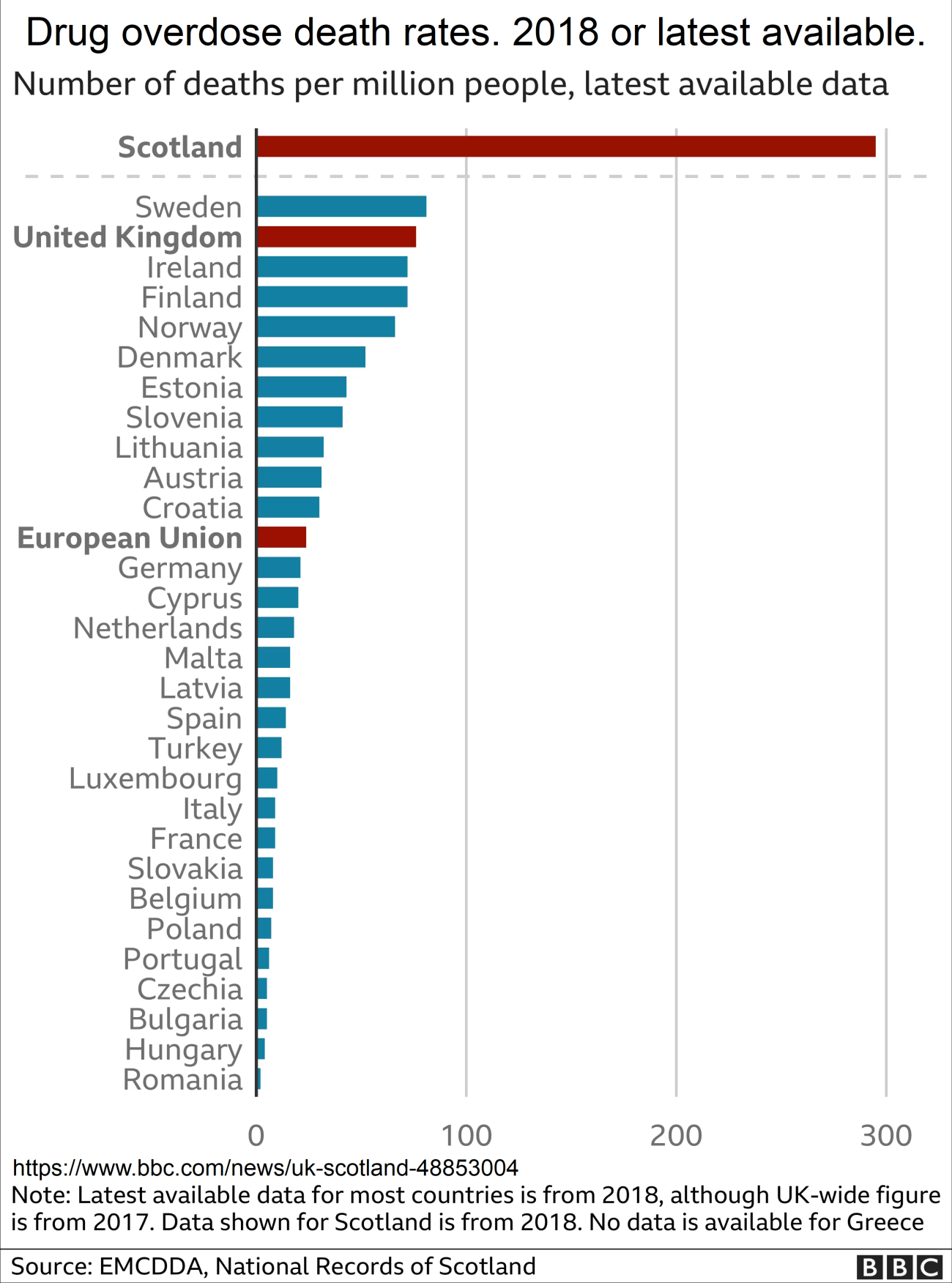
نرخ مرگ و میر ناشی از مصرف بیش از حد مواد مخدر (اوردوز) در کشورهای اروپایی. پرتغال دارای یکی از پایین‌ترین نرخ‌های مرگ بر اثر اوردوز است.

یکی برای نرخ و یکی برای تعداد است.
| کشور       | ۲۰۲۱  | ۲۰۲۰  | ۲۰۱۹  | ۲۰۱۸  | ۲۰۱۷  |
| ---------- | ----- | ----- | ----- | ----- | ----- |
| اتریش      | ۲۳۵   | ۱۹۱   | ۱۹۶   | ۱۸۴   | ۱۵۴   |
| بلژیک      |       |       | ۱۶۸   | ۱۵۲   | ۱۴۸   |
| بلغارستان  | ۲۰    | ۲۴    | ۱۱    | ۲۴    | ۱۸    |
| کرواسی     | ۷۷    | ۹۹    | ۹۷    | ۸۵    | ۶۵    |
| قبرس       | ۱۰    | ۶     | ۵     | ۱۲    | ۱۶    |
| چک         | ۶۴    | ۵۸    | ۴۲    | ۳۹    | ۴۲    |
| دانمارک    |       | ۱۹۷   | ۲۰۲   | ۱۸۳   | ۲۳۹   |
| استونی     | ۳۹    | ۳۳    | ۲۷    | ۳۹    | ۱۱۰   |
| فنلاند     | ۲۸۷   | ۲۵۸   | ۲۳۴   | ۲۶۱   | ۲۰۰   |
| فرانسه     |       |       |       |       | ۴۱۷   |
| آلمان      | ۱٬۸۲۶ | ۱٬۵۸۱ | ۱٬۳۹۸ | ۱٬۲۷۶ | ۱٬۲۷۲ |
| یونان      |       |       | ۲۳۰   | ۲۷۴   | ۲۵۵   |
| مجارستان   | ۴۲    | ۴۸    | ۴۳    | ۳۳    | ۳۳    |
| ایرلند     |       |       |       |       | ۲۳۵   |
| ایتالیا    | ۲۹۳   | ۳۰۹   | ۳۷۴   | ۳۳۶   | ۲۹۷   |
| لتونی      | ۱۷    | ۲۱    | ۱۲    | ۲۰    | ۲۲    |
| لیتوانی    | ۶۲    | ۴۷    | ۵۲    | ۵۹    | ۸۳    |
| لوکزامبورگ | ۵     | ۶     | ۸     | ۴     | ۸     |
| مالت       | ۵     |       |       | ۳     | ۵     |
| هلند       | ۲۹۸   | ۲۹۵   | ۲۵۲   | ۲۲۴   | ۲۶۲   |
| نروژ       | ۲۴۱   | ۳۲۴   | ۲۷۵   | ۲۸۶   | ۲۴۷   |
| لهستان     |       | ۲۲۹   | ۲۱۲   | ۱۹۹   | ۲۰۲   |
| پرتغال     |       | ۶۳    | ۷۲    | ۵۵    | ۵۱    |
| رومانی     | ۳۰    | ۳۳    | ۴۵    | ۲۶    | ۳۲    |
| اسلواکی    | ۲۸    | ۳۷    | ۳۴    | ۳۲    | ۱۹    |
| اسلوونی    | ۶۵    | ۷۰    | ۷۴    | ۵۹    | ۴۷    |
| اسپانیا    |       | ۷۷۴   | ۵۴۶   | ۴۵۰   | ۴۳۷   |
| سوئد       | ۴۵۰   | ۵۲۴   | ۵۵۵   | ۵۸۳   | ۶۴۳   |
| ترکیه      |       | ۳۱۴   | ۳۴۲   | ۶۵۷   | ۹۴۱   |
| بریتانیا   |       |       |       |       | ۳٬۲۸۴ |

### مصرف و نگهداری
در پرتغال، استفاده تفریحی ماری‌جوانا طبق قانون ممنوع است. در ژوئیه ۲۰۱۸، قانونی به تصویب رسید که اجازه استفاده پزشکی از ماری‌جوانا در پرتغال و توزیع آن در داروخانه‌ها را می‌دهد. پرتغال تمام کنوانسیون‌های سازمان ملل در مورد مواد مخدر و روانگردان را تا به امروز امضا کرده است. با لایحه جرم‌زدایی سال ۲۰۰۱، مصرف‌کننده در حال حاضر به عنوان یک بیمار (و نه به عنوان یک مجرم) در نظر گرفته می‌شود (داشتن مقداری که معمولاً برای ده روز استفاده شخصی باشد، جرم قابل مجازات نیست). به گفته اندیشکده آزادیخواه کاتو، مصرف مواد مخدر غیرقانونی در میان نوجوانان پرتغالی پس از سال ۲۰۰۱ کاهش یافت و ۴۵ درصد از معتادان به هروئین این کشور به دنبال درمان پزشکی رفتند.

### کشت و توزیع

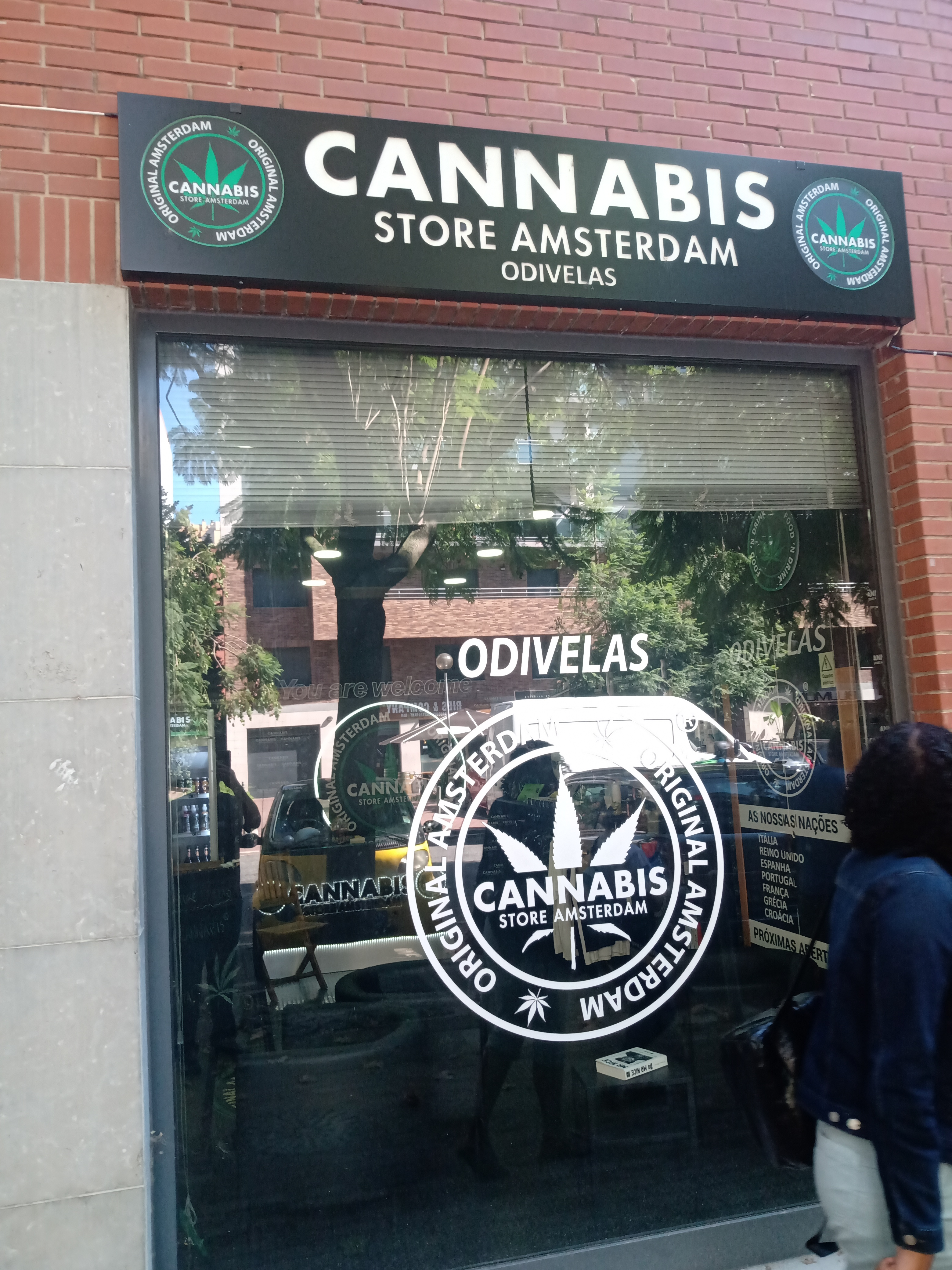
فروشگاه ماری‌جوانای آمستردام در اودیولاس، منطقه شهری لیسبون: کشت ماری‌جوانا توسط مردم عادی در پرتغال غیرقانونی است، حتی اگر برای مصرف شخصی در مقیاس کوچک در خانه انجام شود. در اوایل دهه ۲۰۲۰، مغازه‌های ماری‌جوانا در کشور محبوب شدند، اما فقط مجاز به فروش محصولات ماری‌جوانا بدون تی‌اچ‌سی بودند.

کشت ماری‌جوانا، حتی در مقیاس بسیار کوچک خانگی که فقط برای استفاده شخصی است، می‌تواند از نظر قانونی تحت پیگرد قرار بگیرد. با این حال، تعداد ناشناخته ای از علاقه مندان به کشت خانگی در مقیاس کوچک به دلیل مجازات قانونی که ممکن است با آن مواجه شوند و همچنین به دلیل انگ اجتماعی احتمالی، ماری‌جوانا به صورت کاملاً محرمانه پرورش می‌دهند. در کشور همسایه اسپانیا، کشت در مقیاس کوچک گیاهان ماری‌جوانا فقط برای استفاده شخصی، توسط مقامات قابل تحمل است و بسیاری از فروشگاه‌های پرورشی در سراسر کشور وجود دارند که محصولات خود را به صورت فیزیکی و آنلاین به فروش می‌رسانند. در سال ۲۰۰۳ به روز رسانی دیگری در «قانون مواد مخدر پرتغال» باعث جرم انگاری در اختیار داشتن بذر شاهدانه، به جز بذر شاهدانه صنعتی تأیید شده، شد. این قانون خرید بذر شاهدانه را از فروشگاه‌های آنلاین قانونی و شفاف از نظر مالی بذر شاهدانه مستقر در سایر کشورهای عضو اتحادیه اروپا، مانند اسپانیا یا هلند، معامله غیرقانونی می‌داند که توسط ساکنان پرتغال انجام شود. تهیه بذر و ابزار تولید و مصرف حشیش نیز در کشور غیرقانونی است. تولید و توزیع فرآورده‌های کنف قانونی اما تحت نظارت است. تعداد کمی مغازه کنفی در پرتغال وجود دارد و محصولات کنفی قانونی هستند.